# Yumiko Kurahashi
Yumiko Kurahashi (倉橋 由美子, Kurahashi Yumiko, 10 octobre 1935 – 10 juin 2005) est une écrivaine japonaise. Son nom de femme mariée est Yumiko Kumagai (熊谷 由美子, Kumagai Yumiko), mais elle écrit sous son nom de jeune fille.
Son travail, expérimental et anti-réaliste, interroge les normes sociales en vigueur en matière de relations sexuelles, la violence et l'ordre social. Ses antiromans emploient le pastiche, la parodie et d'autres éléments typiques de l'écriture postmoderniste.

## Jeunesse et études
Kurahashi naît à Kami sur la grande île de Shikoku dans la préfecture de Kōchi, fille ainée de Toshio et Misae Kurahashi. dentiste installé à Kami. Après avoir étudié une année la littérature japonaise à l'université de Kyoto, elle s'installe sous la pression de son père à Tokyo pour obtenir un certificat d'hygiéniste dentaire et une formation médicale. Cependant, après avoir rempli les conditions pour se présenter à l'examen d’État pour la pratique médicale, elle s'inscrit à la place au département de littérature française de l'université Meiji, où elle étudie sous la direction de Masanao Saito et assiste à des conférences données par des personnalités littéraires japonaises de premier plan d'après-guerre telles que Mitsuo Nakamura, Kenji Yoshida et Ken Hirano. Au cours de ses années universitaires, Kurahashi embrasse avec enthousiasme le corpus de la littérature moderne française, lit Rimbaud, Camus, Kafka, Blanchot et Paul Valéry. Sa thèse est consacrée à l'analyse de L'Être et le Néant de Sartre.

## Débuts littéraires et controverse
Tout en préparant son diplôme de maîtrise, Kurahashi fait ses débuts littéraires en 1960 avec la publication dans la revue de l'université de l'histoire Le Parti communiste (パルタイ), satire aiguë des sentiments de gauche communs parmi les étudiants à cette époque. L'histoire est saluée par Ken Hirano dans sa critique du Mainichi Shimbun. Le titre est réimprimé et après la publication du récit Fin d'été (夏の終り), Kurahashi est en lice pour le prix Akutagawa. Même si elle ne remporte pas le prix, elle est considérée, ainsi que d'autres nouveaux auteurs de l'époque - Takeshi Kaiko, Shintaro Ishihara  et Kenzaburō Ōe - comme faisant partie de la « troisième génération des écrivains d'après-guerre ».
Kurahashi et Kenzaburō Ōe partagent quelques similarités biographiques : comme Kurahashi, Ōe est également né en 1935, a grandi sur Shikoku, et a déménagé à Tokyo, où il a étudié la littérature française, fait des études supérieures sur Sartre, et fait ses débuts encore étudiant avec des nouvelles imprégnées de politiquement et qui ont attiré l'attention de Ken Hirano. À un certain point, cependant, leurs chemins se séparent. Ōe remporte le prix Nobel de littérature tandis que la voie choisie par Kurahashi conduit à son ostracisme par le monde littéraire japonais.
Le roman (de fait un antiroman) que fait paraître Kurahashi en 1961 Sinistres voyages (暗い旅), écrit sous la forme du récit à la deuxième personne cause beaucoup de controverses parmi les critiques et amène Jun Etō à l'accuser de plagiat. De l'avis d'Etō, le roman de Kurahashi imite simplement le roman La Modification de l'écrivain français Michel Butor paru quatre ans auparavant. Un vif débat éclate dans la presse. Aux défenseurs de Kurahashi se joint Takeo Okuno, tandis que Kenzaburō Ōe et Koji Syrah (traducteur de La Nausée de Sartre) se rangent du côté de Etō pour condamner Kurahashi.
Qu'elle ait été influencée par ce débat ou par la mort de son père en 1962, Kurahashi quitte l'université après cet épisode et disparaît peu à peu de la vue du public.

## Fin de carrière
En 1964, Kurahashi épouse Tomihiro Kumagai, alors producteur pour la télévision nationale japonaise. Malgré d'importants problèmes de santé, elle part en 1966 étudier à l'Université d'Iowa aux États-Unis, où elle passe environ un an.
En 1969, Kurahashi publie Les Aventures de Sumiyakista Q (スミヤキストQの冒険), roman fantasmagorique et dystopique, qui reçoit des critiques mitigées. Un revirement spectaculaire dans son travail est annoncé par son roman paru en 1971 Pont flottant dans un rêve (夢の浮橋), qui est cependant ignoré par les critiques. Mais son ouvrage de 1984 Contes de fée cruels pour adultes (大人のための残酷童話),  est son œuvre la plus populaire de son vivant. Elle est lauréate de l'édition 1987 du prix Izumi Kyōka de littérature pour son énorme livre anti utopique Voyage à Amanon (アマノン国往還記).

## Dernières années
Dans ses dernières années, en réponse à son état de santé qui se détériore, Kurahashi cesse presque complètement l'écriture créative et se consacre plutôt à la traduction de la littérature pour enfants. Son dernier ouvrage est une nouvelle traduction de Le Petit Prince d'Antoine de Saint-Exupéry. Elle est aussi largement reconnue pour ses traductions de Shel Silverstein.
Yumiko Kurahashi décède à l'âge de 69 ans de cardiomyopathie dilatée. La maladie est incurable, mais Kurahashi refuse même des opérations qui auraient prolongé sa vie.

## Liste des œuvres traduites en français
- Le Parti, dans Les Paons La Grenouille Le Moine-Cigale et dix autres récits (Tome 3 - 1955-1970), nouvelle traduite par le groupe Kirin, Editions Philippe Picquier, 1988 (réédition 1991) ; Anthologie de nouvelles japonaises (Tome III - 1955-1970) - Les Paons La Grenouille Le Moine-Cigale, Picquier poche, 1998.

## Source de la traduction
- (en) Cet article est partiellement ou en totalité issu de l’article de Wikipédia en anglais intitulé « Yumiko Kurahashi » (voir la liste des auteurs).